# Grup de l'aleksita
El grup de l'aleksita és un grup de minerals de la classe dels sulfurs. Està format per sis espècies minerals: l'aleksita, la babkinita, la kochkarita, la poubaïta, la rucklidgeïta i la saddlebackita. Aquesta darrera espècie és la única del grup que cristal·litza en el sistema hexagonal, i les altres cinc ho fan en el trigonal.
| Espècie       | Fórmula         |
| ------------- | --------------- |
| Aleksita      | PbBi₂Te₂S₂      |
| Babkinita     | Pb₂Bi₂(S,Se)₃   |
| Kochkarita    | PbBi₄Te₇        |
| Poubaïta      | PbBi₂(Se,Te,S)₄ |
| Rucklidgeïta  | PbBi₂Te₄        |
| Saddlebackita | Pb₂Bi₂Te₂S₃     |

Segons la classificació de Nickel-Strunz, les espècies que integren el grup de l'aleksita pertanyen a "02.GC - Poli-sulfarsenits» juntament amb els següents minerals: hatchita, wal·lisita, sinnerita, watanabeïta, simonita, quadratita, manganoquadratita, smithita, trechmannita, saddlebackita, tvalchrelidzeïta i mutnovskita.